# Fort d'Ínsua
Le fort d'Ínsua, aussi appelé fort Nossa Senhora da Ínsua est une fortification militaire située sur l'île d'Ínsua  
dans la freguesia de Moledo, sur le territoire de la municipalité de Caminha (district de Viana do Castelo, Portugal),.
Il est classé Monument national depuis 1910.

## Historique
Cette petite île, située à environ 200 m de la côte, au sud de l'embouchure du fleuve Minho, servait à l'origine de lieu de culte. À l'époque chrétienne, un petit ermitage y fut construit sous l'invocation de Notre-Dame d'Ínsua.

### Le premier bastion
En 1392, des frères franciscains venus de Galice, sous la direction de frère Diogo Arias, construisirent un monastère sur l'île. La première fortification du site date de cette époque, destinée à protéger l'embouchure du fleuve et la congrégation religieuse des pirates, construite sur ordre du roi Jean Ier. En 1471, le monastère subit des travaux de rénovation, avec l'ajout de nouvelles cellules et des améliorations apportées à sa chapelle.
Plus tard, Manuel Ier (1495-1521), en pèlerinage à Saint-Jacques-de-Compostelle (1502), décida d'entreprendre de nouveaux travaux de rénovation, achevés en 1512. De même, le roi Manuel Ier (1580-1598) promut de nouvelles rénovations, adaptant le château à l'usage de l'artillerie, indispensable pour faire face aux attaques des corsaires anglais et français. Aucune de ces structures n'a survécu.

### Le fort duXVIIIesiècle
La structure actuelle date de la guerre de Restauration (1640-1668). Elle fut construite entre 1644 et 1652 sur ordre du gouverneur d'armes du Minho, Dom Diogo de Lima Nogueira, sous le règne de Jean IV de Portugal (1640-1656).
Les dépendances du monastère et le fort furent réparés à plusieurs reprises au cours du XVIIIe siècle, notamment en 1717, après que le roi Jean V eut fait don de 200.000 réis pour la réparation de l'église et de sa voûte, et, en 1767, pour la construction de nouvelles cellules, de la salle capitulaire et du retable. Entre 1793 et 1795, les frères quittèrent le lieu afin de terminer les travaux de rénovation. À la même époque, en 1765, la fortification était occupée par dix hommes et sept canons de bronze.
Pendant la guerre d'indépendance espagnole, Ínsua fut occupée par les troupes espagnoles et françaises. Plus tard, avec l'extinction des ordres religieux (1834), le fort fut abandonné par la communauté religieuse, étant occupé exclusivement par l'armée portugaise. Le dernier gouverneur de la base fut nommé en 1909, le major Rodolfo José Gonçalves.
En 1940, elle passe du ministère de la Marine à la responsabilité du ministère des Finances. De 1954 à 1957, le complexe a subi des travaux de conservation, suivis d'autres campagnes de 1967 à 1975, de 1984 à 1986 et de 1998 à 2001. En 1990, l'Institut Polytechnique de Viana do Castelo a lancé un projet visant à installer un Centre de Recherche Avancée dans les zones marines de la côte et du fleuve Minho.

## Caractéristiques

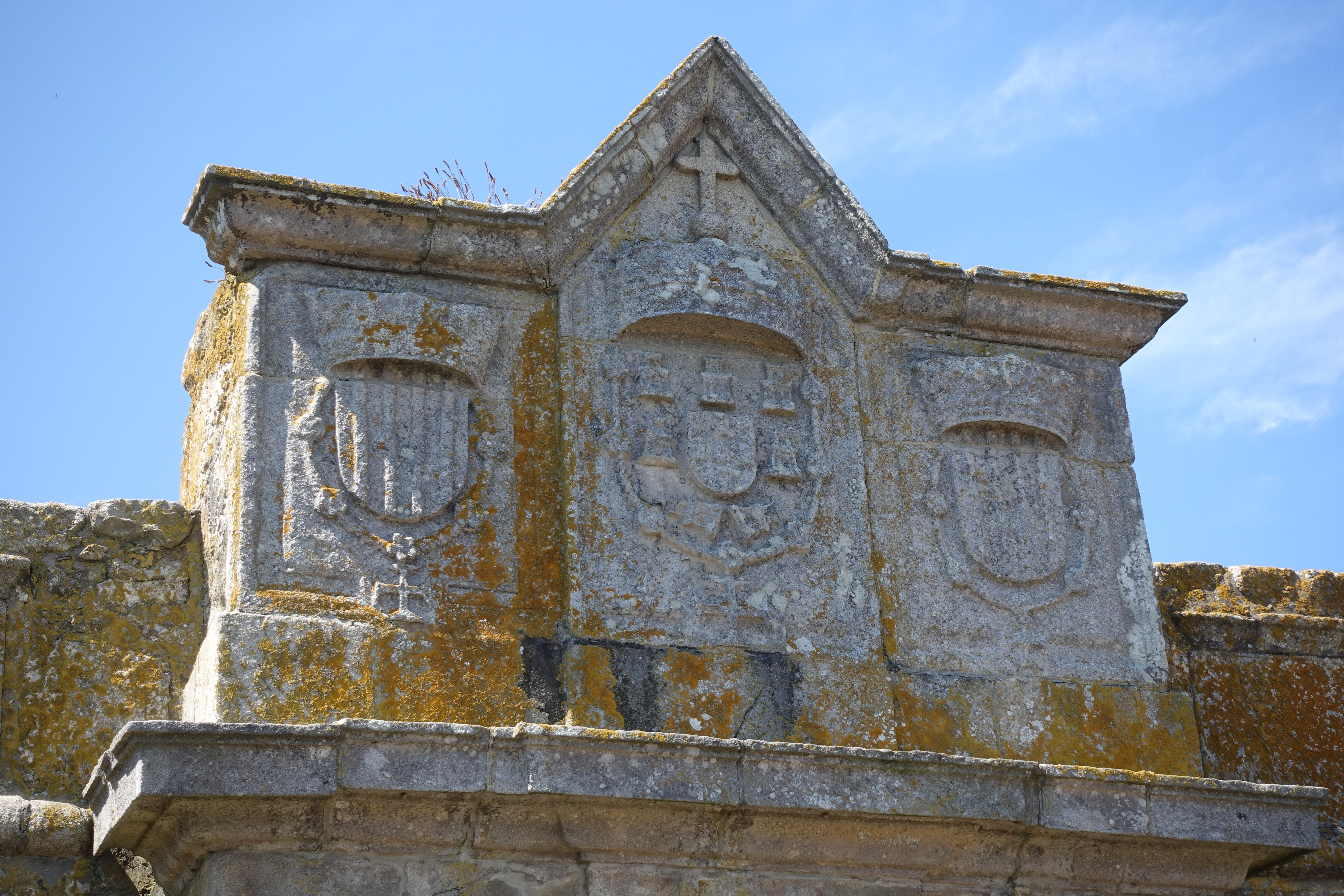
Le tympan du fort d'Insua.

Cette fortification bastionnée côtière présente un plan irrégulier en étoile, avec cinq bastions et un ravelin, abritant un monastère, agrandi en 1676. Un balcon rectangulaire sur encorbellements, avec une couverture similaire, est également présent. La porte est insérée dans un arc en relief rectangulaire, sur lequel repose un fronton triangulaire, dont le tympan est orné de trois blasons, ceux du Portugal et des gouverneurs. Un ravelin protège la porte. À droite, une pierre portant une inscription faisant allusion à la construction du fort a été incorporée :

« La piété du Très Haut et Puissant Monarque Roi D. João IV / administrée par l'intervention et l'assistance de D. Diogo de Lima / Nogueira Général et Vicomte de Vila Nova da Cerveira Gouverneur des / Armes et Armée de la Province d'Entre Douro e Minho a dédié / cette fortification à la très sereine Reine des Anges Notre-Dame / d'Ínsua pour l'asile et la défense des ecclésiastiques de la Première Règle / Séraphique qui assistent aux joies continuelles de cette dame sous / sous le patronage de laquelle cette cour est assurée à l'époque de 1650 »

.
La forteresse est divisée en deux zones : la première correspond à une large place d'armes pavée, où furent construits les casernes, les entrepôts et la cuisine. L'espace restant abritait le couvent, à la structure sobre et austère, dont l'ensemble est formé par l'église, de plan longitudinal composée d'une seule nef couverte par une voûte en berceau et une sacristie, et par le cloître, de plan quadrangulaire, avec des ailes à colonnades ioniques. Le puits situé sur l'île est l'un des trois seuls au monde à puiser de l'eau douce bien qu'il soit situé au milieu de la mer.

## Galerie

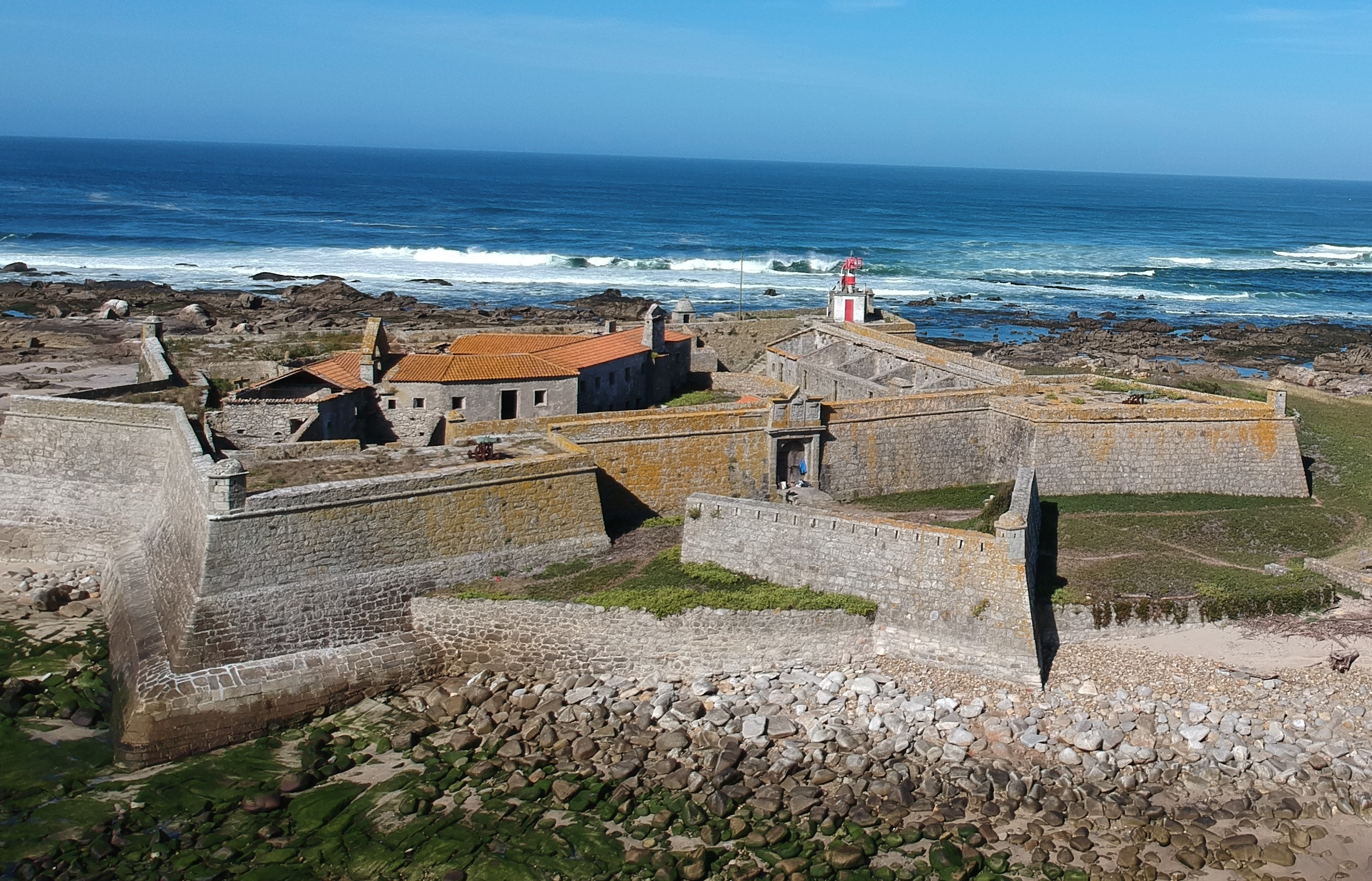
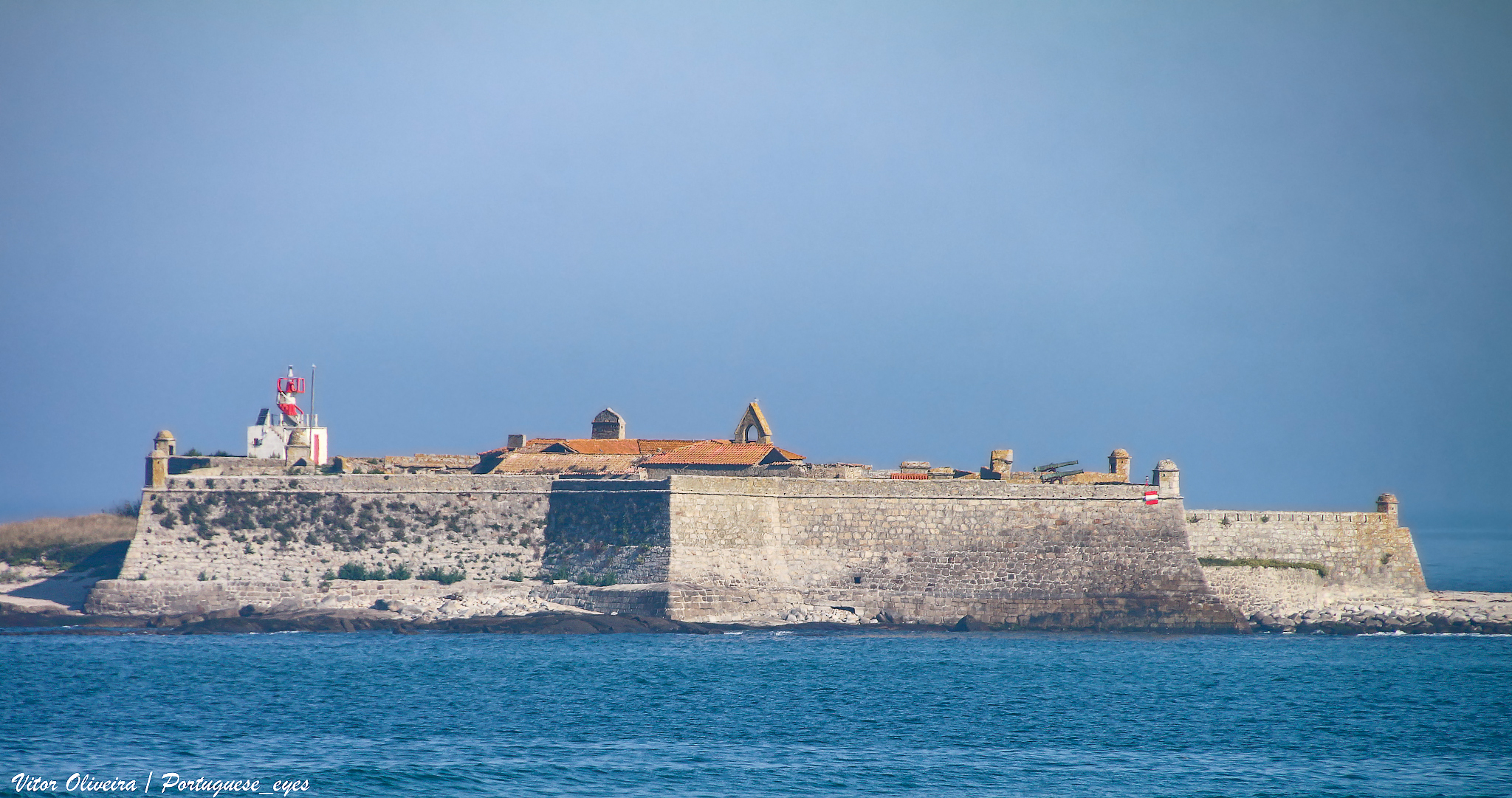